# Hammered dulcimer
 (janvier 2020).
Si vous disposez d'ouvrages ou d'articles de référence ou si vous connaissez des sites web de qualité traitant du thème abordé ici, merci de compléter l'article en donnant les références utiles à sa vérifiabilité et en les liant à la section « Notes et références ».
Le hammered dulcimer est un instrument de musique à cordes frappées, à distinguer du dulcimer des Appalaches, qui est un instrument à cordes pincées, cousin de l’épinette des Vosges.
Issu du santûr perse, ayant transité en Europe sous le nom de hackbrett, cymbalum, salterio et tympanon, le dulcimer est mentionné pour la première fois en Angleterre au XVe siècle ; le mot prend son origine dans le mot doulcemelle, instrument français similaire du Moyen Âge. L’appellation hammered dulcimer ne lui a été donnée qu'au XIXe siècle, pour le distinguer du dulcimer. Il s’est répandu en Irlande et aux États-unis dès cette époque, et plus récemment en Australie.

## Facture
De taille similaire au cymbalum (100 cm × 40 cm × 8 cm), typiquement bâti sur une caisse de résonance trapézoïdale en bois d’érable, de noyer ou de cerisier, il comporte deux séries d’une quinzaine de chevalets inamovibles supportant 90 à 120 cordes en métal fixées de chaque côté (comme le santûr) et tendues par-dessus la table d’harmonie.
Il a deux grandes ouïes ou rosaces recouvertes de rosaces sur la table d’harmonie.
On trouve des hammered dulcimers de différentes tailles et formes.

## Jeu
Il se joue autant assis que debout, posé sur un support.
Ses cordes sont frappées par deux marteaux (parfois quatre) en bois tenus souplement entre le pouce et l’index. Les vibrations résonnent au travers de toute la table d’harmonie, le son est percussif, brillant et la sustentation de la note est longue.
En général, l’accord est chromatique, mais il existe des spécimens diatoniques. Il est utilisé dans la musique folk ou traditionnelle.
Un festival de hammered dulcimer est organisé chaque année à Cork (Irlande).

## Musiciens
- Kate Price
- Joshua Messick